# La Rubia Mireya
 La Rubia Mireya  es una película en blanco y negro de Argentina dirigida por Manuel Romero sobre su propio guion que se estrenó el 8 de octubre de 1948 y que tuvo como protagonistas a Mecha Ortiz,	Fernando Lamas, Elena Lucena y Severo Fernández.

## Sinopsis
Las desventuras de una mujer casada a disgusto, divorciada y rechazada por su hija.

## Reparto
- Mecha Ortiz	... Ana María Peña de Robles - La Rubia Mireya
- Fernando Lamas	... 	Alberto
- Elena Lucena	... 	Nelly
- Severo Fernández	... 	Lloveras
- Emilio De Grey	... 	Dr. Carlos Ponce
- Juan José Porta	... 	Gustavo Robles
- Lea Conti	... 	Lucía Peña
- Federico Mansilla	... 	Dr. Medina
- Francisco Pablo Donadio	... 	Sr. Peña
- Analía Gadé	... 	Lucía Robles
- Antonio Maida	... 	Cantor
- Teresita Maris	... 	Lucía - Niña 1
- Aída Rubino	... 	Lucía - Niña 2
- Nelly Miró... 	Mucama
- Warny Ceriani	... 	Diputado 1
- Rafael Diserio	... 	Diputado 2
- Toti Muñoz	... 	Margot
- Amalia Bernabé	... 	Institutriz
- Warly Ceriani
- Jaime Saslavsky

## Comentarios
La crónica de Clarín señalaba: “Asunto melodramático y excelente realización” en tanto la nota crítica de El Mundo dijo:

”Parece que su trayectoria haya sido preparada para llegar a esa escena cumbre, en que desde el palco de un cabaret escucha Tiempos viejos y al llegar el verso dedicado a la rubia Mireya, evoque angustiosamente el símil de su suerte.”